# José Honório da Costa Jerónimo
José Honório da Costa Pereira Jerónimo ist ein osttimoresischer Hochschullehrer. Seit 2023 ist er Minister für Hochschulwesen, Wissenschaft und Kultur (MESCC). Er hat einen Master of Science der indonesischen Universitas Kristen Krida Wacana und gehört keiner Partei an.
Jerónimo ist seit 2002 Dozent an der Universidade Nasionál Timór Lorosa’e (UNTL) im Fachbereich Wirtschaft und Management. 2011 wurde er als Vertreter der Fakultät zum Mitglied des Allgemeinen Rates der UNTL ernannt. 2013 wurde Jerónimo zum Handelsattaché an der osttimoresischen Botschaft in Jakarta ernannt.
Später wurde Jerónimo Pro-Rektor für Verwaltung, Planung und Finanzen, beziehungsweise für Inspektions-, Prüfungs- und Qualitätskontrollangelegenheiten an der Universidade Nasionál Timór Lorosa’e (UNTL),
Am 1. Juli 2023 wurde Jerónimo in der IX. Regierung Osttimors von Premierminister Xanana Gusmão zum Minister für Hochschulwesen, Wissenschaft und Kultur vereidigt.